# Кожари (Болгарія)
Кожа́ри (болг. Кожари) — село в Смолянській області Болгарії. Входить до складу общини Борино.

## Населення
За даними перепису населення 2011 року у селі проживали 97 осіб, усі — болгари.
Розподіл населення за віком у 2011 році:
Динаміка населення: